# Mar de nubes (álbum)
Mar de nubes es el sexto álbum de estudio del grupo chileno De Saloon, lanzado oficialmente el 17 de julio de 2014.

## Detalles
Luego de 4 años alejados de los estudios de grabación, a mediados del 2014, la banda hace una campaña de micromecenazgo mediante Idea.me, para financiar el sexto disco de estudio el cual tenían que conseguir la cifra de $ 5 000 000.
En pocos días reunieron el dinero que necesitaban entre sus fanes del país. Quienes invirtieron recibirán primero el disco, serán parte del personal en futuras presentaciones e incluso uno de ellos tendrá una tocata en su casa.
Después de esto la banda lanza el disco en las redes mediante páginas como Portaldisc e Itunes y al día siguiente en forma física, donde se pueden encontrar en tiendas como Música Chilena, La Tienda Nacional o en supermercados como Jumbo y Tottus del país.

## Sencillos
El 21 de noviembre de 2013, fue lanzado el primer sencillo de disco, llamado Domesticame en la radio nacional Radio Uno y puesta al servicio de los fanes en páginas como Youtube y SoundCloud.
El segundo sencillo fue lanzado el mismo día del disco y fue Mar de nubes.

## Lista de canciones
1. "Esperar" – 4:16
2. "Virtual" – 4:02
3. "Mar de nubes" – 4:04
4. "Arder" – 3:35
5. "Bésame" – 3:52
6. "Domesticame" – 4:09
7. "No me mereces" – 3:59
8. "El espacio" – 4:38
9. "Nuestra señal" – 4:11
10. "Sigueme" – 4:36

## Personal
Grabado en Estudios del Sur, Ruff Riddm Studio e Iberoamericana Radio Chile.
Mezclado en Estudio Tierra, excepto Domestícame, mezclado en Estudios del Sur.
Piero: Voz, guitarra y teclados en temas 3, 5, 6, 7
Otto: Bajo y teclados en temas 1, 8 y 9
Ricardo: Batería, percusiones y teclados en temas 2, 4, 10
Grabado por Walter Romero y Marcelo Aldunate
Mezclado por Walter Romero
Masterizado por Joaquín García, Estudio Artefacto
Productor Musical: Marcelo Aldunate
Producción Ejecutiva: Oscar Sayavedra, Sandra Neumann
Producción General: Álvaro Guerrero M.
Diseño, Arte y Fotografía: Mauricio Escalona González / Andrea Olivos Cruz
- Datos: Q20015941